# Samarské moře
Samarské moře je část Tichého oceánu uvnitř souostroví Filipíny mezi ostrovy Samar, Leyte, Masbate, Ticao a Luzon. V moři leží ostrovy Biliran, Almagro, Maripipi, Daram, Tagapul-an a další menší ostrovy a souostroví.
Samarské moře na jihozápadě hraničí s Visayským mořem, na severozápadě se Sibuyanským mořem, průlivem San Bernardino na severu je spojeno s Filipínským mořem a na jihu průlivem se zálivem Leyte.